# 溫特夸特斯灣

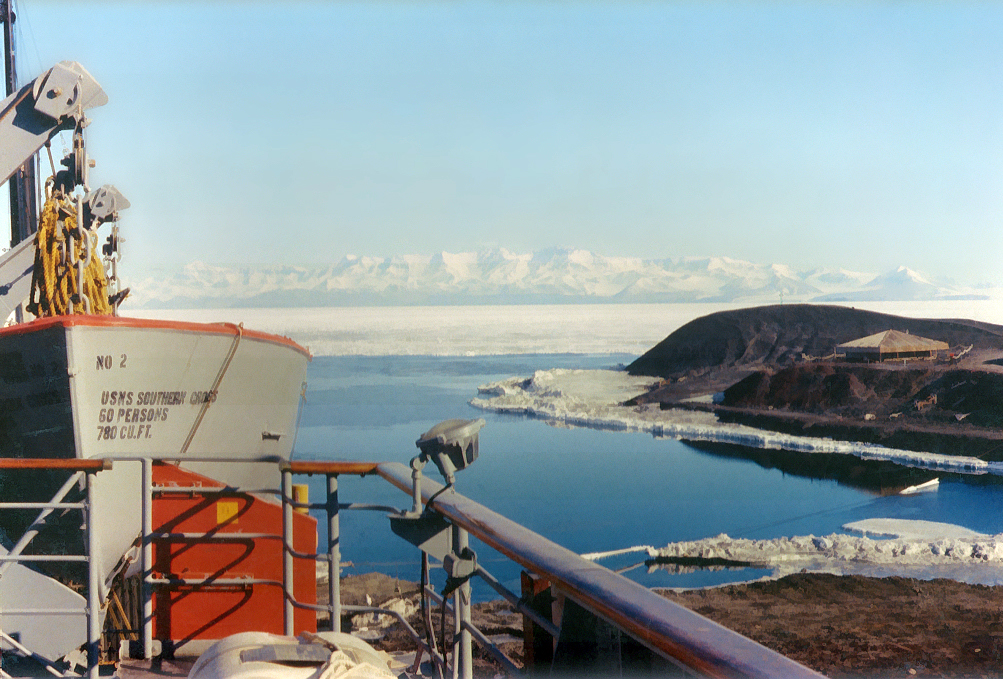

溫特夸特斯灣是南極洲的海灣，位於麥克默多灣，處於新西蘭以南3,500公里，最大水深33米，由羅伯特·斯科特率領的英國探險隊劃入地圖。

## 外部連結
- Antarctic Sun. （页面存档备份，存于）
- National Science Foundation. （页面存档备份，存于）

77°50′42.77″S 166°39′1.41″E / 77.8452139°S 166.6503917°E